# The Unwritten Law (film 1916)
The Unwritten Law è un film muto del 1916 diretto da George E. Middleton che si basa sull'omonimo romanzo di Edwin Milton Royle pubblicato a New York il 7 febbraio 1913.

## Trama
John Wilson, avvocato di successo, è sposato felicemente ed è padre di una bella bambina. Deciso a entrare in politica, si presenta alle elezioni facendo della campagna contro l'alcool il suo cavallo di battaglia. Larry McCarthy, che ha fatte le sue fortune con il mercato degli alcoolici, vuole disfarsi di Wilson, spinto anche dal fatto che è innamorato di Kate, la moglie del suo avversario, e gli rovina la campagna elettorale. L'avvocato, convinto di vincere, non regge alla sconfitta e si dà al bere. Kate, per tirare avanti, apre una modisteria ma il negozio viene distrutto in un incendio nel quale resta ferita la piccola Sue, la loro bambina, che deve andare in clinica. Kate prende come pensionante McCarthy, mentre Wilson, ormai ridotto a barbone, lascia la moglie. McCarthy chiede a Kate di sposarlo ma poi riprende la relazione con una vecchia amante. Alla fine, Kate spara a McCarthy, uccidendolo. Ma del delitto viene accusato John, che è tornato a casa. Kate confessa di essere stata lei, ma non viene perseguita e la famiglia può finalmente riunirsi.

## Produzione
Il film fu prodotto dalla California Motion Picture Corporation.

## Distribuzione
Distribuito dalla California Motion Picture Corporation, il film uscì nelle sale USA nel marzo 1916.
Il film venne annunciato per il gennaio 1916 in una versione in cinque rulli, ma fonti AFI considerano poco probabile questa uscita. Venne poi distribuito nella primavera del 1916 in sette rulli. I diritti passarono alla Exclusive Features che, probabilmente, ne curò una riedizione.
Non si conoscono copie ancora esistenti della pellicola che viene considerata presumibilmente perduta.